# Gheorghe Gruia
Gheorghe Gruia Marinescu (2. října 1940 Bukurešť – 9. prosince 2015 Ciudad de México) byl rumunský házenkář. S rumunskou házenkářkou reprezentací získal bronzovou medaili na olympijských hrách v Mnichově roku 1972, přičemž s 37 góly byl nejlepším střelcem turnaje. Krom toho se s ní dvakrát stal mistrem světa (1964, 1970) a jednou získal na světovém šampionátu bronz (1967). Celkem za reprezentaci odehrál 126 zápasů a vstřelil v nich 636 branek. Celou svou kariéru strávil v klubu Steaua Bukurešť (1961–1973), s níž v roce 1968 vyhrál Pohár mistrů evropských zemí, nejprestižnější klubovou soutěž Evropy. Mezinárodní házenkářská federace ho v roce 2002 vyhlásila nejlepším házenkářem všech dob. Po skončení hráčské kariéry se stal trenérem, přičemž působil především v Mexiku, jehož národní tým ve dvou obdobích vedl (1978–1980, 1988–1991). V Mexiku i dožil a zemřel. Jeho dcera Andreea se v Mexiku stala herečkou známou z řady telenovel.